# Vitória
Vitória je brazilské velkoměsto, hlavní město spolkového státu Espírito Santo. Založili jej Portugalci 8. září 1551.
V roce 2010 mělo město 327 801 obyvatel. Leží 530 km severovýchodně od Rio de Janeira na ostrově při pobřeží Atlantiku, v průměrné nadmořské výšce 12 metrů. Klima je tropické, vlhké, s průměrnými teplotami 24 °C v zimě a 30,4 °C v létě.
Sídlí zde římskokatolická arcidiecéze Vitória a univerzita Universidade Federal do Espírito Santo (UFES).

## Partnerská města
Zdroj
- Cascais, Portugalsko (od roku 1986)
- Miami-Dade County, Florida, USAUSA (1997)
- Mobile (Alabama), USA (1998)
- Čching-tao, Čína (1998)
- Iquique, Chile (2005)
- Dunkerque, Francie (2005)
- Ču-chaj, Čína (2008)